# تيم تيري
تيم تيري (بالإنجليزية: Tim Terry)‏ هو لاعب كرة قدم أمريكية ولاعب كرة القدم الكندية أمريكي، ولد في 26 يوليو 1974 في قرية همبستيد في الولايات المتحدة.

## وصلات خارجية
- تيم تيري على موقع مرجع كرة القدم المحترفة.كوم (الإنجليزية)